# Şövkət Ələkbərova
Şövkət Feyzulla qizi Ələkbərova (in azero Şövkət Ələkbərova; Baku, 10 ottobre 1922 – Baku, 7 febbraio 1993) è stata una cantante azera.

## Biografia
Nacque da genitori azeri, Feyzulla e Hokuma Ələkbərov, terza di quattro figli. Sua madre era una suonatrice professionale di tar, uno strumento a corda persiano, mentre suo padre, un lavoratore, era amante della musica folk. Entrambi i genitori trasmisero ai figli l'interesse per la musica. Da bambina prese  lezioni di kamancheh. Nel 1937, fu selezionata come finalista ad un concorso di cantanti dilettanti e giudicato da importanti compositori e musicisti azeri, come Üzeyir Hacıbəyov e Bülbül. Si è esibita per la prima volta al Teatro statale di opera e balletto di Baku, nell'opera Qarabagh shikastasi Fu scelta da Üzeyir Hacıbəyov come nuovo membro del coro di Stato dell'Azerbaigian, dove iniziò così la sua carriera professionale come cantante. Da adolescente fu addestrata vocalmente dall'istruttore di mugham Aghalar Aliverdibeyov e dalla cantante lirica Huseyngulu Sarabski. Nella prima fase della sua carriera, ha suonato principalmente canzoni folk.
Durante la seconda guerra mondiale mentre dava concerti ai soldati in ospedali, stazioni ferroviarie, unità militari, cantò per la prima volta canzoni di guerra patriottiche composte da Hacıbəyov. Giungerà a fare fino a 50 spettacoli al giorno, anche in luoghi lontani come Stalingrado e l'Ucraina. A partire dal 1945, ha lavorato con la Società Filarmonica dell'Azerbaigian. Negli anni '50, fu riconosciuta come la cantante azera più popolare. La maggior parte delle sue canzoni in azero, tuttavia cantava anche in persiano, arabo e turco. Ha girato oltre 20 paesi in Europa, Asia e Africa. Tre anni prima della sua morte, nel 1990, si recò in Germania per ricevere cure mediche e allo stesso tempo esibirsi per gli Azeri emigrati.

## Famiglia e morte
Şövkət Ələkbərova si è sposata due volte e ha avuto una figlia, Natella. Dopo che marito venne richiamato al fronte come medico, l'Ələkbərova  nel 1955 si è sposata con il regista Latif Safarov ed ebbe un figlio, Bashir. In seguito fu travolta dal suicidio del secondo marito, dedicandosi ai suoi figli e alla sua carriera. Dopo la morte della figlia Natella avvenuta prematuramente nel 1992, l'Ələkbərova si ammalò: morì un anno dopo, all'età di 70 anni.